# Terrence C. Carson

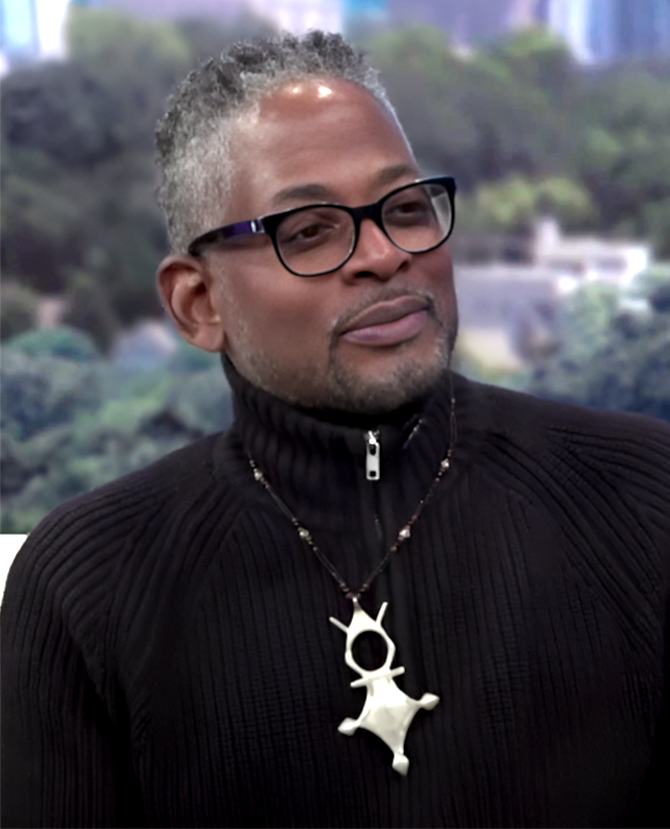
Terrence Carson em 2019

Terrence "TC" Carson (19 de novembro de 1958, Chicago, Illinois) é um ator de teatro, cinema e televisão norte-americano, que também atua como cantor e dançarino. Além disso, é dublador de diversos títulos de sucessos do mundo dos games.
Terrence foi criado como filho único em Chicago por sua mãe, que é atriz de teatro, e seu pai, que é artista. Ele frequentou uma escola secundária local onde começou a dançar e foi membro de uma equipe de dança, enquanto também foi membro do clube de teatro da escola e apareceu na maioria das peças lá. Ele estrelou suas primeiras peças de teatro e musicais enquanto ainda frequentava o ensino médio, incluindo “Dreamgirls” e “Misbehavin”, e foi apoiado por sua família e professores para seguir uma carreira como ator. Ele frequentou a Universidade de Illinois em Urbana-Champaign, onde foi membro da fraternidade Iota Phi Theta, e se formou em arquitetura em 1980.
Terrence ganhou reconhecimento depois de interpretar Kyle Barker na série de TV “Living Single” no início dos anos 90. Seu papel mais notável no videogame foi para a voz de Kratos, o personagem principal da série de videogames God of War. Sua primeira voz de Kratos foi para o God of War original (2005) para o PlayStation 2 e sua voz final do personagem foi em God of War: Ascension de 2013 para o PlayStation 3, no qual ele também fez a captura de movimento. Carson também forneceu a voz de Kratos, onde Kratos era um personagem para download em Hot Shots Golf: Out of Bounds (2008), e um personagem convidado em Soulcalibur: Broken Destiny (2009), Mortal Kombat (versões PlayStation 3 e PlayStation Vita, 2011 e 2012, respectivamente) e PlayStation All-Stars Battle Royale (2012). Christopher Judge assumiu o papel de Kratos para o próximo God of War para o PlayStation 4.
Em 2002, Carson lançou um CD de jazz/funk chamado Truth. Em 2016, T.C foi destaque na capa da STS Entertainment and Fashion Magazine.

## Trabalhos de Dublagem em Games
- Baten Kaitos II - Guillo (homem)
- EverQuest II - Grimgash
- God of War - Kratos
- God of War II - Kratos
- God of War III - Kratos
- God of War: Chains of Olympus - Kratos
- God of War: Ghost of Sparta - Kratos
- God of War Ascension - Kratos
- Pirates: The Legend of Black Kat - Voodoo Master
- Saints Row - Anthony Green
- Soulcalibur: Broken Destiny - Kratos
- Star Wars: Battlefront: Elite Squadron - Mace Windu
- Star Wars: Battlefront II - Mace Windu
- Star Wars: Galactic Battlegrounds - Mace Windu
- Star Trek: Klingon Academy - Academy Engineer, Gorkon Allied Command, Starbase 2
- Star Wars: The Clone Wars - Mace Windu
- Syphon Filter: Dark Mirror - Touchstone
- The Outfit - JD Tyler
- Tron Evolution - Calchas
- Unreal Tournament 3 - Othello
- Mortal Kombat 9 - Kratos